# Enna caricoi
Espèce
Enna caricoi est une espèce d'araignées aranéomorphes de la famille des Trechaleidae.

## Distribution
Cette espèce est endémique du département de Sucre en Colombie,. Elle se rencontre à San Pedro.

## Description
Le mâle holotype mesure 7,63 mm.

## Étymologie
Cette espèce est nommée en l'honneur de James E. Carico.

## Publication originale
- Silva & Lise, 2011 : Seven new species of Enna (Araneae: Trechaleidae) from Central and South America. Zootaxa, no 2919, p. 60-68.